# Киреева, Таисия Владимировна
Таисия Владимировна Киреева (род. 13 декабря 1990) — российская самбистка и дзюдоистка, призёр чемпионатов России по самбо, мастер спорта России. Серебряный призёр летней Универсиады 2013 года в Казани в борьбе на поясах. Живёт в Челябинске. Выступает за клуб «Динамо» (Челябинск). Ей объявлена благодарность Президента Российской Федерации (19 июля 2013 года).

## Спортивные результаты

### Самбо
- Чемпионат России по самбо среди женщин 2010 — ;
- Чемпионат России по самбо среди женщин 2011 — ;
- Чемпионат России по самбо среди женщин 2012 — ;
- Чемпионат России по самбо среди женщин 2014 — ;
- Чемпионат России по самбо 2015 — ;
- Чемпионат России по самбо 2023 — ;
- Чемпионат России по самбо 2024 — ;
- Кубок России по самбо 2024 — ;
- Чемпионат России по самбо 2025 — ;

### Дзюдо
- Первенство России по дзюдо среди молодёжи 2012 — ;
- Кубок России по дзюдо 2016 — ;
- Чемпионат России по дзюдо 2017 — ;
- Чемпионат России по дзюдо 2019 — ;
- Чемпионат России по дзюдо 2021 — ;
- Дзюдо на Всероссийской спартакиаде 2022 — ;
- Чемпионат России по дзюдо 2024 — ;